# 25 de setembro
25 de setembro é o 268.º dia do ano no calendário gregoriano (269.º em anos bissextos). Faltam 97 dias para acabar o ano.

## Eventos históricos

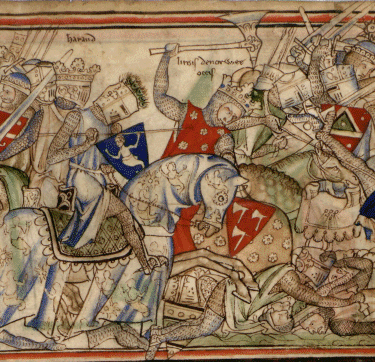
1066: Batalha de Stamford Bridge

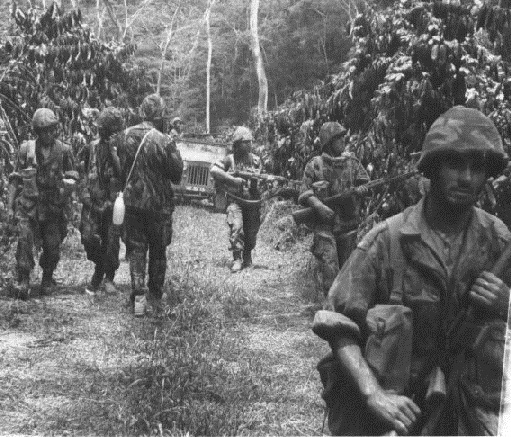
1964: Guerra da Independência de Moçambique

- 0233 — Alexandre Severo é derrotado pelos persas durante a reconquista de uma província romana na Mesopotâmia (atualmente no Iraque).
- 0275 — Pela última vez, o Senado Romano escolhe um imperador (Marco Cláudio Tácito).
- 1066 — A Batalha de Stamford Bridge vê a derrota de Haroldo III da Noruega pelo rei Haroldo II da Inglaterra.
- 1237 — Inglaterra e Escócia assinam o Tratado de Iorque, estabelecendo a localização de sua fronteira comum.
- 1396 — O sultão otomano Bajazeto I e o rei da Sérvia Estêvão Lazarević derrotam as forças aliadas cristãs na Batalha de Nicópolis, considerada a última grande batalha das cruzadas em território europeu.
- 1513 — Balboa chega ao oceano Pacífico por terra, no Panamá.
- 1555 — A Paz de Augsburgo é assinada pelo imperador Carlos V e pelos príncipes da Liga de Esmalcalda.
- 1690 — Publick Occurrences Both Forreign and Domestick, o primeiro jornal a aparecer nas Américas, é publicado pela primeira e única vez.
- 1775 — Revolução Americana: Ethan Allen se rende às forças britânicas após tentar capturar Montreal durante a Batalha de Longue-Pointe.[1]
- 1768 — Unificação do Nepal.
- 1868 — A fragata a vapor imperial russa Alexander Nevsky naufraga ao largo da Jutlândia enquanto transportava o grão-duque Alexei Alexandrovich da Rússia.[2]
- 1890 — O Congresso dos Estados Unidos cria o Parque Nacional da Sequoia.
- 1904 — É dada a Batalha do Vau do Pembe, onde as forças expedicionárias do Exército Português são derrotadas pelos cuamatos.
- 1906 — Leonardo Torres y Quevedo demonstra o Telekino, guiando um barco da costa, no que é considerado o primeiro uso de um controle remoto.
- 1915 — Primeira Guerra Mundial: começa a Segunda Batalha de Champagne.
- 1918 — Teatro de operações do Médio Oriente da Primeira Guerra Mundial: fim da Batalha de Megido, que se saldou numa vitória decisiva dos Aliados sobre as forças otomanas e alemãs, em várias frentes de combate desde o Mediterrâneo até Amã.
- 1926 — Assinatura da Convenção sobre a Escravatura sob os auspícios da Sociedade das Nações, que criou um mecanismo internacional para a perseguição da prática da escravatura.
- 1935 — Assis Chateaubriand inaugura em a PRG-3,  Super Rádio Tupi do Rio de Janeiro.
- 1944 — Último dia da Operação Market Garden, com a  retirada de Arnhem da 1.ª Divisão Aerotransportada (Reino Unido).
- 1959 — Solomon Bandaranaike, primeiro-ministro do Sri Lanka, é mortalmente ferido por um monge budista, Talduwe Somarama, e morre no dia seguinte.
- 1960 — A ONU realiza plebiscito em Ruanda para decidir entre monarquia ou república (ver História de Ruanda).
- 1962
  - A República Democrática Popular da Argélia é formalmente proclamada. Ferhat Abbas é eleito Presidente do governo provisório.
  - A Guerra Civil do Iêmen do Norte começa quando Abdullah as-Sallal destrona o recém-coroado imã Muhammad al-Badr e declara o Iêmen uma república sob sua presidência.
- 1963 — Lord Denning divulga o relatório oficial do governo do Reino Unido sobre o Caso Profumo.
- 1964 — Começa a Guerra da Independência de Moçambique contra Portugal.
- 1967 — Carlos Lacerda e João Goulart emitem nota conjunta no Uruguai defendendo a Frente Ampla contra a ditadura militar brasileira.
- 1969 — É assinada a Carta que cria a Organização para a Cooperação Islâmica.
- 1977 — Cerca de 4 200 pessoas participam da primeira corrida da Maratona de Chicago.
- 1978 — O voo Pacific Southwest Airlines 182, um Boeing 727, colide no ar com um Cessna 172 e cai em San Diego, matando 144 pessoas.
- 1981 — Belize é admitido como Estado-Membro da ONU.
- 1987 — O governador-geral de Fiji, Penaia Ganilau, é deposto em um golpe de Estado liderado pelo tenente-coronel Sitiveni Rabuka.
- 1992 — A NASA lança o Mars Observer. Onze meses depois, a sonda falharia ao se preparar para a inserção orbital.
- 1998 — Reinauguração do Museu do Café do Brasil.
- 2003 — O terremoto de 8,3 Mw Hokkaidō atinge a costa de Hokkaido, Japão, mais de 800 pessoas ficaram feridas.[3]
- 2019 — Terremoto na Caxemira causa 40 mortes e fere mais de 850 pessoas.[4]
- 2020 — A Itália vota para emendar sua constituição para reduzir o tamanho de seu Parlamento em um terço.[5]

## Nascimentos

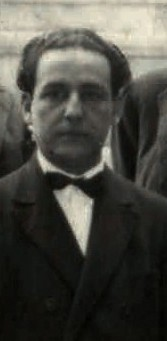
Roquette-Pinto

Austregésilo de Athayde

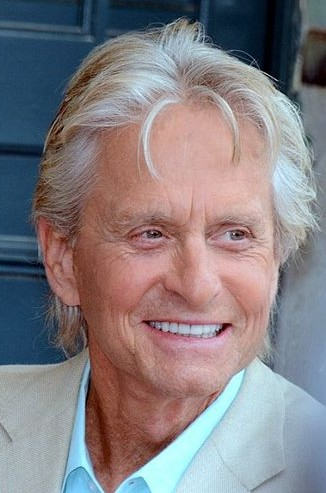
Michael Douglas

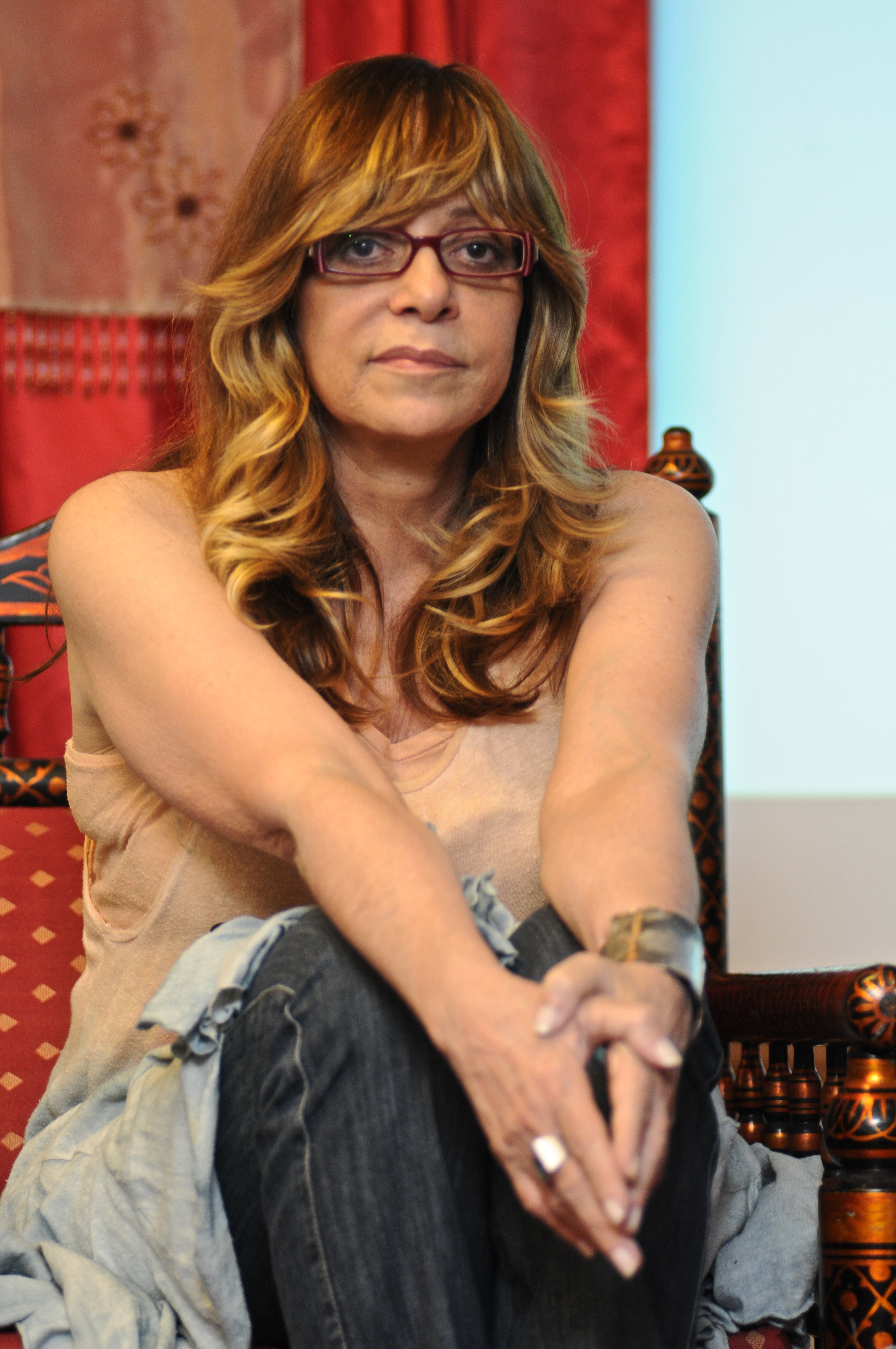
Glória Perez

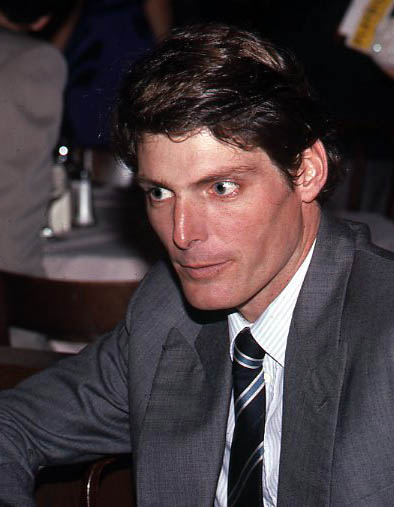
Christopher Reeve

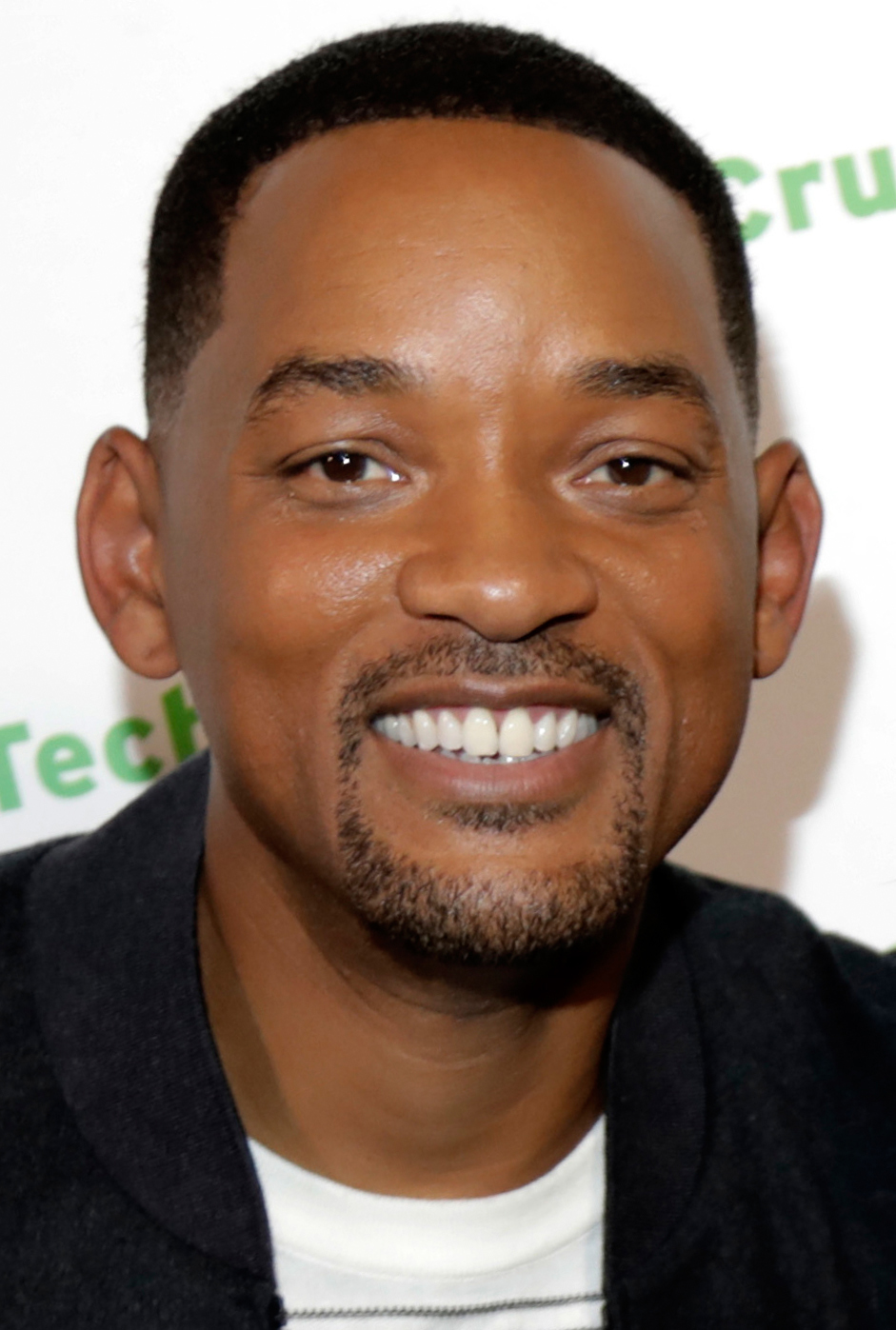
Will Smith

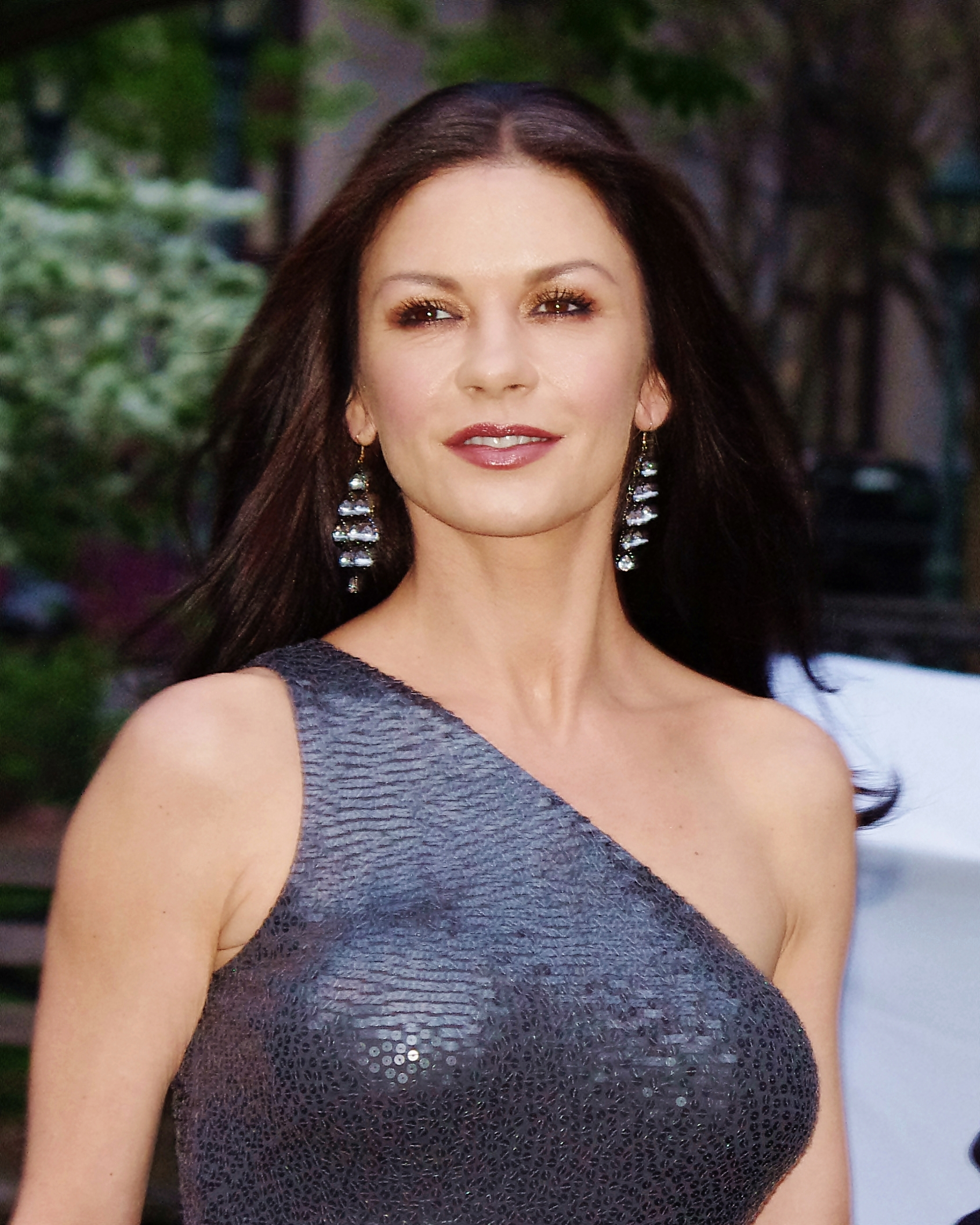
Catherine Zeta-Jones

### Anteriores ao século XIX
- 1358 — Ashikaga Yoshimitsu, xogum japonês (m. 1408).
- 1403 — Luís III, Duque de Anjou (m. 1434).
- 1450 — Úrsula de Brandemburgo, duquesa de Münsterberg-Oels (m. 1508).
- 1599 — Francesco Borromini, arquiteto italiano (m. 1667).
- 1613 — Claude Perrault, botânico, médico e arquiteto francês (m. 1688).
- 1644 — Ole Rømer, astrônomo dinamarquês (m. 1710).
- 1657 — Imre Thököly, conde e patriota húngaro (m. 1705).
- 1675 — Maria Leonor de Hesse-Rotemburgo, condessa palatina de Sulzbach (m. 1720).
- 1683 — Jean-Philippe Rameau, compositor e organista francês (m. 1764).
- 1694 — Henry Pelham, político britânico (m. 1754).
- 1697 — Francisco Josias de Saxe-Coburgo-Saalfeld (m. 1764).
- 1721 — Luís Vítor, Príncipe de Carignano (m. 1778).
- 1725 — Nicolas-Joseph Cugnot, inventor francês (m. 1804).
- 1729 — Christian Gottlob Heyne, arqueólogo alemão (m. 1812).
- 1744 — Frederico Guilherme II da Prússia (m. 1797).
- 1749 — Abraham Gottlob Werner, geólogo e mineralogista alemão (m. 1817).
- 1759 — Francisco Stockler, político, militar e matemático português (m. 1829).
- 1766 — Armand Emmanuel du Plessis, Duque de Richelieu, político francês (m. 1822).
- 1773 — Agostino Bassi, entomologista italiano (m. 1856).
- 1780 — Charles Robert Maturin, dramaturgo e escritor irlandês (m. 1824).
- 1793 — Felicia Hemans, poetisa britânica (m. 1835).
- 1799 — Onofre Pires, revolucionário brasileiro (m. 1844).

### Século XIX
- 1801 — Eduard Knoblauch, arquiteto alemão (m. 1865).
- 1807 — Alfred Vail, inventor estadunidense (m. 1859).
- 1825 — Joachim Heer, político suíço (m. 1879).
- 1830 — Karl Klindworth, compositor, maestro e músico alemão (m. 1916).
- 1839 — Karl Alfred von Zittel, geólogo e paleontólogo alemão (m. 1904).
- 1846
  - Henri Deutsch de la Meurthe, empresário francês (m. 1919).
  - Wladimir Köppen, geógrafo, climatólogo e botânico alemão (m. 1940).
- 1852 — Hans Vaihinger, filósofo alemão (m. 1933).
- 1858 — Albrecht Penck, climatólogo, geógrafo e geólogo alemão (m. 1945).
- 1959 — August von Gödrich, ciclista alemão (m. 1942).
- 1866 — Thomas Hunt Morgan, geneticista estadunidense (m. 1945).
- 1873 — Afonso Camargo, político brasileiro (m. 1954).
- 1877 — Plutarco Elías Calles, militar e político mexicano (m. 1945).
- 1881 — Lu Xun, escritor chinês (m. 1936).
- 1884
  - Roquette-Pinto, médico, antropólogo, etnólogo e ensaísta brasileiro (m. 1954).
  - Tanzan Ishibashi, político japonês (m. 1973).
- 1885 — Mineichi Kōga, militar japonês (m. 1944).
- 1886
  - Nobutake Kondō, militar japonês (m. 1953).
  - May Sutton, tenista estadunidense (m. 1975).
- 1888 — Hanna Ralph, atriz alemã (m. 1978).
- 1889 — George Douglas Howard Cole, cientista político, historiador, escritor e economista britânico (m. 1959).
- 1891 — Honoré Barthélémy, ciclista francês (m. 1964).
- 1897 — William Faulkner, escritor estadunidense (m. 1962).
- 1898 — Austregésilo de Athayde, jornalista e escritor brasileiro (m. 1993).
- 1900 — Alexandre Schaffman, violinista brasileiro (m. 1990).

### Século XX

#### 1901–1950
- 1901 — Robert Bresson, cineasta e roteirista francês (m. 1999).
- 1903
  - Mark Rothko, pintor letão-americano (m. 1970).
  - Abul Ala Maududi, teólogo, jornalista e político paquistanês (m. 1979).
- 1905
  - Aurelio Ramón González, futebolista e treinador de futebol paraguaio (m. 1997).
  - Mao Zetan, político e líder revolucionário chinês (m. 1935).
- 1906
  - Dmitri Shostakovitch, compositor russo (m. 1975).
  - José Figueres Ferrer, político e engenheiro costarriquenho (m. 1990).
- 1907
  - Ernesto Albarracín, futebolista argentino (m. ?).
  - William Harvell, ciclista britânico (m. 1985).
- 1908
  - Jacqueline Audry, cineasta francesa (m. 1977).
  - Roger Beaufrand, ciclista francês (m. 2007).
- 1912 — Bernardo José Nolker, bispo brasileiro (m. 2000).
- 1913
  - Josef Bican, futebolista e treinador de futebol austríaco (m. 2001).
  - Charles Helou, político libanês (m. 2001).
- 1916 — Jessica Anderson, escritora australiana (m. 2010).
- 1918 — Noronha, futebolista brasileiro (m. 2003).
- 1920 — Jerônimo Vingt-un Rosado Maia, agrônomo brasileiro (m. 2005).
- 1922
  - Hammer DeRoburt, político nauruano (m. 1992).
  - Roger Etchegaray, cardeal francês (m. 2019).
- 1923
  - Sam Rivers, saxofonista e compositor estadunidense (m. 2011).
  - Milton Carneiro, ator e humorista brasileiro (m. 1999).
- 1926 — John Ericson, ator alemão (m. 2020).
- 1927
  - Carl Braun, basquetebolista estadunidense (m. 2010).
  - Colin Davis, maestro britânico (m. 2013).
- 1929 — Barbara Walters, jornalista estadunidense (m. 2022).
- 1930 — Shel Silverstein, poeta, compositor e cartunista estadunidense (m. 1999).
- 1932
  - Adolfo Suárez, político espanhol (m. 2014).
  - Brian Murphy, ator britânico.
  - Terry Medwin, ex-futebolista britânico (m. 2024).
- 1935 — Maj Sjöwall, escritora sueca (m. 2020).
- 1936 — Moussa Traoré, militar e político malinês (m. 2020).
- 1937 — Ronald Robertson, patinador artístico estadunidense (m. 2000).
- 1938
  - Jonathan Motzfeldt, político groenlandês (m. 2010).
  - Neville Lederle, automobilista sul-africano (m. 2019).
- 1941 — Anicetus Bongsu Antonius Sinaga, arcebispo indonésio.
- 1942
  - Walter Quaglia, engenheiro, diretor, dramaturgo e ator brasileiro.
  - Henri Pescarolo, ex-automobilista francês.
  - Dee Dee Warwick, cantora estadunidense (m. 2008).
- 1943
  - John Locke, músico estadunidense (m. 2006).
  - Robert Gates, político estadunidense.
  - Lee Aaker, ator norte-americano (m. 2021).
- 1944
  - Michael Douglas, ator e cineasta estadunidense.
  - Seija Simola, cantora finlandesa (m. 2017).
  - Lucía Topolansky, política uruguaia.
  - Mário de Carvalho, escritor, dramaturgo e argumentista português.
- 1947
  - Cheryl Tiegs, ex-modelo estadunidense.
  - José Roberto, cantor e compositor brasileiro.
- 1948 — Glória Perez, autora de telenovelas brasileira.
- 1949
  - Clodoaldo, ex-futebolista brasileiro.
  - Ronaldo Caiado, político brasileiro.
  - Angela Bowie, modelo, atriz e musicista estadunidense.
  - Hideyuki Kikuchi, escritor japonês.
- 1950
  - Sebastião Lazaroni, treinador de futebol brasileiro.
  - Stanisław Szozda, ciclista polonês (m. 2013).

#### 1951–2000
- 1951
  - Yardena Arazi, cantora e apresentadora israelense.
  - Mark Hamill, ator estadunidense.
  - Abdellah Blinda, futebolista e treinador de futebol marroquino (m. 2010).
- 1952
  - Bell hooks, autora e ativista estadunidense (m. 2021).
  - Christopher Reeve, ator estadunidense (m. 2004).
  - Mansour Ojjeh, empresário franco-saudita (m. 2021).
- 1953 — Acyr Marques, compositor brasileiro (m. 2019).
- 1954
  - Joep Lange, médico neerlandês (m. 2014).
  - Augustus Nicodemus Lopes, pastor, teólogo, professor e escritor brasileiro.
  - Juande Ramos, treinador de futebol espanhol.
- 1955
  - Amyr Klink, navegador brasileiro.
  - Karl-Heinz Rummenigge, ex-futebolista e dirigente esportivo alemão.
  - Steven Severin, músico britânico.
  - Ludo Coeck, futebolista belga (m. 1985).
  - Zucchero Fornaciari, cantor, compositor e guitarrista italiano.
  - Marcos Hocevar, ex-tenista brasileiro.
- 1957 — Michael Madsen, ator estadunidense (m. 2025).
- 1958 — Adalberto Campos Fernandes, político português.
- 1959 — Eduardo Acevedo, ex-futebolista e treinador de futebol uruguaio.
- 1960
  - Igor Belanov, ex-futebolista ucraniano.
  - Prosper Kontiebo, arcebispo burquinês.
  - Eduardo Yáñez, ator mexicano.
- 1961
  - Heather Locklear, atriz e modelo estadunidense.
  - Ronnie Whelan, ex-futebolista irlandês.
  - Tracy Wilson, ex-patinadora artística canadense.
- 1962 — Aida Turturro, atriz estadunidense.
- 1963
  - Tate Donovan, ator e diretor estadunidense.
  - Thais Russomano, médica brasileira.
- 1964
  - Chris Impellitteri, músico estadunidense.
  - Maria Doyle Kennedy, atriz e cantora irlandesa.
- 1965
  - Rafael Martín Vázquez, ex-futebolista espanhol.
  - Vander Iacovino, ex-jogador de futsal brasileiro.
  - Amara Traoré, ex-futebolista e treinador de futebol senegalês.
  - Kenta Hasegawa, ex-futebolista e treinador de futebol japonês.
  - Pedro Espinha, ex-futebolista português.
- 1966 — Stanislav Bunin, pianista russo.
- 1968
  - Will Smith, ator e rapper estadunidense.
  - João Friso de Orange-Nassau, príncipe neerlandês (m. 2013).
- 1969
  - Catherine Zeta-Jones, atriz britânica.
  - Hal Sparks, ator, apresentador e cantor estadunidense.
  - Ron "Bumblefoot" Thal, guitarrista, produtor musical e compositor norte-americano.
- 1970 — Rasa Polikevičiūtė, ex-ciclista lituana.
- 1972 — Eduardo Girão, político brasileiro.
- 1973
  - Sofia Alves, atriz portuguesa.
  - Tijani Babangida, ex-futebolista nigeriano.
  - Bridgette Wilson, atriz e modelo estadunidense.
  - Juarez, ex-futebolista brasileiro.
  - Bridget Marquardt, modelo estadunidense.
- 1974
  - Olivier Dacourt, ex-ex-futebolista francês.
  - Diego Gutiérrez, cantor e compositor cubano.
- 1975 — Gilson Campos, cantor brasileiro.
- 1976
  - Zé Elias, ex-futebolista brasileiro.
  - Armando Petit, ex-futebolista e treinador de futebol português.
  - Chiara Siracusa, cantora maltesa.
- 1977
  - Gonçalo Waddington, ator português.
  - Clea DuVall, atriz estadunidense.
- 1978
  - Roudolphe Douala, ex-futebolista camaronês.
  - Karla Cristina Martins da Costa, jogadora de basquete brasileira.
- 1979
  - Jean-René Lisnard, ex-tenista monegasco.
  - Márcio Victor, cantor e músico brasileiro.
  - Jason Koumas, ex-futebolista britânico.
  - Rashad Evans, lutador estadunidense de artes marciais mistas.
- 1980
  - Chris Owen, ator estadunidense.
  - T.I., rapper estadunidense.
  - Nikola Žigić, ex-futebolista sérvio.
  - Gustavo Montezano, engenheiro brasileiro.
- 1981
  - Angelo Palombo, ex-futebolista italiano.
  - Lee Norris, ator estadunidense.
- 1982 — Kany García, cantora porto-riquenha.
- 1983
  - Aline Muniz, cantora brasileira.
  - Daniel Fernandes, ex-futebolista português.
  - Donald Glover, ator, rapper, produtor e roteirista estadunidense.
  - Marcin Burkhardt, ex-futebolista polonês.
- 1984
  - Matías Silvestre, ex-futebolista argentino.
  - Siphiwe Tshabalala, futebolista sul-africano.
  - Phil Davis, lutador estadunidense de artes marciais mistas.
- 1985 — Cha Jong-Hyok, ex-futebolista norte-coreano.
- 1986
  - Jamie O'Hara, ex-futebolista britânico.
  - Jiang Wenwen, atleta de nado sincronizado chinesa.
  - Ryu Jun-yeol, ator sul-coreano.
- 1987 — Monica Niculescu, tenista romena.
- 1988 — Mariya Ise, dubladora japonesa.
- 1989
  - Cuco Martina, futebolista curaçauense.
  - Jordan Gavaris, ator canadense.
- 1990
  - Mao Asada, patinadora artística japonesa.
  - Reuben Gabriel, futebolista nigeriano.
  - Yana Sardenberg, atriz e apresentadora brasileira.
- 1991
  - Alexander Rossi, automobilista estadunidense.
  - Jéssica Andrade, lutadora brasileira de artes marciais mistas.
  - Emmy Clarke, atriz estadunidense.
  - Stine Bredal Oftedal, handebolista norueguesa.
  - Jo Hyeon-woo, futebolista sul-coreano.
  - Hélène Rousseaux, voleibolista belga.
- 1992
  - Massimo Luongo, futebolista australiano.
  - Rosalía, cantora, compositora, produtora musical e atriz espanhola.
  - Mulern Jean, atleta haitiana.
  - Jonathan Clauss, futebolista francês.
- 1993
  - Arlind Ajeti, futebolista suíço.
  - Allans Vargas, futebolista hondurenho.
- 1994 — Jansen Panettiere, ator estadunidense (m. 2023).
- 1995
  - Sofía Reyes, atriz e cantora mexicana.
  - Ryan Beatty, cantor estadunidense.
- 1996
  - Max Christiansen, futebolista alemão.
  - Mie Nielsen, ex-nadadora dinamarquesa.
- 1998
  - Yuan Yue, tenista chinesa.
  - Nicoleta-Ancuța Bodnar, canoísta romena.
  - Mallrat, rapper australiana.

### Século XXI
- 2001 — Cade Cunningham, jogador de basquete norte-americano.
- 2002 — Julita Piasecka, voleibolista polonesa.
- 2003 — Bella Ramsey, atriz britânica.
- 2004 — Guan Chenchen, ginasta artística chinesa.

## Mortes

### Anteriores ao século XIX
- 1066
  - Maria Haraldsdotter, princesa da Noruega (n. ?).
  - Tostigo, Conde da Nortúmbria (n. 1026).
- 1086 — Guilherme VIII da Aquitânia (n. 1024).
- 1292 — Alice de Saluzzo, nobre italiana (n. 1269).
- 1333 — Príncipe Morikuni (n. 1301).
- 1392 — Sérgio de Radonege, reformador monástico russo (n. 1314).
- 1506 — Filipe I de Castela (n. 1478).
- 1534 — Papa Clemente VII, (n. 1478).
- 1665 — Maria Ana de Áustria, Eleitora da Baviera (n. 1610).
- 1703 — Archibald Campbell, 1.º Duque de Argyll (n. 1658).
- 1777 — Johann Heinrich Lambert, matemático franco-alemão (n. 1728).
- 1792 — Adam Gottlob Moltke, cortesão, estadista e diplomata dinamarquês (n. 1710).

### Século XIX
- 1876 — Adolf Glaßbrenner, comediante e satírico alemão (n. 1810).
- 1881 — Franz Heinrich Ludolf Ahrens, filólogo alemão (n. 1809).
- 1899 — Sofia de Liechtenstein (n. 1837).

### Século XX
- 1933 — Paul Ehrenfest, físico e matemático austríaco (n. 1880).
- 1980
  - John Bonham, músico britânico (n. 1948).
  - Marie Under, poetisa estoniana (n. 1883).
- 1991 — Klaus Barbie, oficial alemão (n. 1913).
- 1999 — Marion Zimmer Bradley, escritora estadunidense (n. 1930).

### Século XXI
- 2003 — Franco Modigliani, economista italiano (n. 1918).
- 2005 — Don Adams, ator estadunidense (n. 1923).
- 2011
  - Wangari Maathai, ambientalista e bióloga queniana (n. 1940).
  - Theyab Awana, futebolista emiratense (n. 1990).
- 2012 — Andy Williams, cantor estadunidense (n. 1927).
- 2016 — Arnold Palmer, golfista estadunidense (n. 1929)
- 2024 — Vassula Ryden, visionária e escritora cristã egípcia (n. 1942).

## Feriados e eventos cíclicos
- Dia Internacional do Farmacêutico

### Brasil
- Dia Nacional do Trânsito
- Dia Nacional da Radiodifusão e do Rádio
- Aniversário do município de Carlos Barbosa, Rio Grande do Sul
- Aniversário do município de Mesquita, Rio de Janeiro.

### Cristianismo
- Alfeu
- Aurélia e Neomísia
- Cléofas
- Cristóbal de Laguardia
- Firmino de Amiens
- Lancelot Andrewes
- Nossa Senhora da América
- Nossa Senhora do Rosário de San Nicolás
- Sérgio de Radonege

## Outros calendários
- No calendário romano era o 7.º dia (VII) antes das calendas de outubro.
- No calendário litúrgico tem a letra dominical B para o dia da semana.
- No calendário gregoriano a epacta do dia é xxix.